# Quinten Timber
Quinten Ryan Crispito Timber (Utrecht, 17 juni 2001) is een Nederlands-Curaçaos voetballer die als middenvelder voor Feyenoord speelt. Timber speelde in de jeugdopleidingen van VV GOZ, DVSU, Feyenoord en Ajax.

## Privé

### Familie
Timber is de tweelingbroer van Jurriën Timber, met wie hij zijn jeugdjaren samen heeft gevoetbald. Zijn oudere broer Dylan Timber is eveneens voetballer. Broers Shamier en Christopher spelen op amateurniveau. Christopher is de zaakwaarnemer van de drie broers in het betaalde voetbal.
In februari 2018 veranderde hij samen met zijn tweelingbroer Jurriën hun achternaam naar Timber, de naam van hun moeder. Voorheen waren zij bekend onder de naam 'Maduro' van hun vader. De reden achter de verandering is niet bekend.

### Bijnaam
Enige tijd dankte Timber zijn bijnaam Quinten Tinder aan de oproep die hij in oktober 2021 richting zijn volgers op Twitter deed. Hij vroeg zijn volgers om uit te kijken naar een dame in een grijs trainingspak en met een groene pet; iemand die hij die avond een bar in Amsterdam tegen was gekomen. Hij had die avond spijt haar niet aangesproken te hebben. Tweelingbroer Jurriën reageerde op het bericht met ''Interessante outfit wel, Quin'' en broer Dylan Timber vroeg zich gekscherend af of alles nog wel goed ging: "Alles oké?". Ook volgers reageerden, bijvoorbeeld met een plaatje van een vrouw in een grijs trainingspak en groene pet van Feyenoord. Ook de media pakte de oproep op. Zo meldde Timber de volgende dag voor de camera van ESPN dat hij nog steeds op zoek was naar de dame. Een paar dagen later maakte Bjørgen van Essen bij Radio 538 een nummer van Timber zijn oproep.

## Clubcarrière

### Ajax
Timber speelde samen met tweelingbroer Jurriën in de jeugd bij DVSU, waarna zij in 2008 op zesjarige leeftijd naar de jeugdopleiding van Feyenoord vertrokken. In 2014 maakte hij, wederom met tweelingbroer Jurriën, de overstap naar de jeugdopleiding van Ajax. Met Ajax onder 19 speelde hij drie jaar op rij mee in de UEFA Youth League. In 2017/18, 2018/19 en 2019/20 kwam hij in totaal dertien keer als basisspeler en één keer als invaller in actie. Daarnaast zat hij eenmalig zonder invalbeurt bij de selectie.
In februari 2018 tekende hij samen met zijn tweelingbroer Jurriën Timber zijn eerste profcontract, dat hen beiden tot juni 2021 aan Ajax verbond. Timber debuteerde in het betaald voetbal voor Jong Ajax op 15 oktober 2018, in de met 2–1 verloren uitwedstrijd tegen Jong PSV in de Eerste divisie. Hij begon in de basis en speelde de hele wedstrijd. Hij scoorde zijn eerste doelpunt voor Jong Ajax op 25 maart 2019, in de met 3–3 gelijkgespeelde thuiswedstrijd tegen Jong FC Utrecht.
In het seizoen 2020/21 zat Timber incidenteel bij de wedstrijdselectie van het eerste elftal van Ajax. Tweemaal in de Eredivisie, eenmaal in de KNVB Beker en tweemaal in de UEFA Europa League. Tot een debuut kwam het echter niet. In de loop van datzelfde seizoen werd duidelijk dat Timber naast de mogelijkheid om zijn contract bij Ajax te verlengen ook verschillende andere opties bekeek.

### FC Utrecht
Op 5 mei 2021 werd bekendgemaakt dat Timber transfervrij zou vertrekken en een contract voor drie seizoenen had ondertekend bij FC Utrecht, de club uit zijn geboortestad. Enkele dagen later tekende ook zijn oudere broer Dylan Timber een contract bij de club uit de Domstad.
Timber stond op 15 augustus 2021, in de eerste wedstrijd van het seizoen 2021/22, direct in de basis. Deze wedstrijd werd met 4–0 gewonnen en Timber gaf de assist  op Mark van der Maarel, die in minuut 66 voor de 2–0 tekende. Op 3 oktober 2021 speelde hij in de eerste 'Timberderby' tegen zijn tweelingbroer Jurriën Timber. Hij gaf de assist op het doelpunt van Django Warmerdam, wat uiteindelijk het enige en daarmee winnende doelpunt tijdens deze wedstrijd in de Johan Cruijff ArenA bleek te zijn.
Timber bewees in zijn eerste seizoen op het hoogste niveau direct zijn waarde. Onder anderen interim-trainer Rick Kruys en aanvoerder Willem Janssen waren onder de indruk van zijn kwaliteiten. Zijn voetballend vermogen, versnellingen en het makkelijk wegdraaien van tegenstanders brachten volgens hen veel power en dynamiek in het elftal. Daarnaast groeide Timber uit tot een van de publiekslievelingen en na zijn eerste seizoen ontving hij vanuit de supporters de David di Tommaso-trofee, welke staat voor de beste speler van het afgelopen seizoen. Door zijn goede prestaties toonden verschillende clubs uit het binnen- en buitenland interesse in Timber.

### Feyenoord
Op 28 juli 2022 tekende Timber een vierjarig contract bij Feyenoord. Hierdoor keerde hij na acht jaar terug bij de club waar hij van 2008 tot en met 2014 al eens in de jeugdopleiding speelde. Timber werd voor Feyenoord op dat moment de duurste aankoop uit de clubgeschiedenis. Na zijn komst wist Timber zich in de basis te vestigen. Eind december 2022 raakte hij geblesseerd in een oefenwedstrijd tegen FC Emmen, met naar inschatting een maandenlange uitschakeling. Uiteindelijk bleek zijn herstel voorspoedig te verlopen en trainde hij een maand later alweer mee. Op 22 januari 2023 maakte hij in de thuiswedstrijd tegen Ajax zijn rentree, waardoor hij wederom tegen zijn tweelingbroer Jurriën op het veld kwam te staan. Eind februari 2023 raakte Timber weer geblesseerd, ditmaal tijdens een training. Begin mei 2023 keerde hij terug waardoor hij met de club de slotfase van het seizoen van het eerste kampioenschap sinds het seizoen 2016/17 meemaakte.

## Clubstatistieken

### Beloften
| Seizoen        | Club           | Competitie     | Competitie | Competitie |
| Seizoen        | Club           | Competitie     | Wed.       | Dlp.       |
| -------------- | -------------- | -------------- | ---------- | ---------- |
| 2018/19        | Jong Ajax      | Eerste divisie | 2          | 1          |
| 2019/20        | Jong Ajax      | Eerste divisie | 25         | 2          |
| 2020/21        | Jong Ajax      | Eerste divisie | 13         | 0          |
| Carrièretotaal | Carrièretotaal | Carrièretotaal | 40         | 3          |

### Senioren
| Seizoen                       | Club            | Competitie      | Competitie | Competitie | Beker | Beker | Internationaal | Internationaal | Overig | Overig | Totaal | Totaal |
| Seizoen                       | Club            | Competitie      | Wed.       | Dlp.       | Wed.  | Dlp.  | Wed.           | Dlp.           | Wed.   | Dlp.   | Wed.   | Dlp.   |
| ----------------------------- | --------------- | --------------- | ---------- | ---------- | ----- | ----- | -------------- | -------------- | ------ | ------ | ------ | ------ |
| 2020/21                       | Ajax            | Eredivisie      | 0          | 0          | 0     | 0     | 0              | 0              | 0      | 0      | 0      | 0      |
| 2021/22                       | FC Utrecht      | Eredivisie      | 31         | 2          | 0     | 0     | –              | –              | 2      | 0      | 33     | 2      |
| 2022/23                       | Feyenoord       | Eredivisie      | 24         | 2          | 1     | 0     | 6              | 1              | 0      | 0      | 31     | 3      |
| 2023/24                       | Feyenoord       | Eredivisie      | 25         | 6          | 4     | 1     | 7              | 0              | 1      | 0      | 37     | 7      |
| 2024/25                       | Feyenoord       | Eredivisie      | 18         | 6          | 1     | 0     | 7              | 0              | 0      | 0      | 26     | 6      |
| 2025/26                       | Feyenoord       | Eredivisie      |            |            |       |       | 1              | 1              |        |        | 1      | 1      |
| Carrière totaal               | Carrière totaal | Carrière totaal | 98         | 16         | 6     | 1     | 21             | 2              | 3      | 0      | 125    | 19     |
| Bijgewerkt op 6 augustus 2025 |                 |                 |            |            |       |       |                |                |        |        |        |        |

## Interlandcarrière

### Nederland onder 15
| Jeugdinterlands Nederland onder 15 | Jeugdinterlands Nederland onder 15 | Jeugdinterlands Nederland onder 15 | Jeugdinterlands Nederland onder 15 | Jeugdinterlands Nederland onder 15 | Jeugdinterlands Nederland onder 15 |
| Interland                          | Datum                              | Wedstrijd                          | Uitslag                            | Soort Wedstrijd                    | Doelpunten                         |
| Als speler bij Ajax onder 16       | Als speler bij Ajax onder 16       | Als speler bij Ajax onder 16       | Als speler bij Ajax onder 16       | Als speler bij Ajax onder 16       | Als speler bij Ajax onder 16       |
| ---------------------------------- | ---------------------------------- | ---------------------------------- | ---------------------------------- | ---------------------------------- | ---------------------------------- |
| 1.                                 | 2 februari 2016                    | Nederland – Ierland                | 2 – 1                              | Vriendschappelijk                  |                                    |

### Nederland onder 16
| Jeugdinterlands Nederland onder 16 | Jeugdinterlands Nederland onder 16 | Jeugdinterlands Nederland onder 16 | Jeugdinterlands Nederland onder 16 | Jeugdinterlands Nederland onder 16 | Jeugdinterlands Nederland onder 16 |
| Interland                          | Datum                              | Wedstrijd                          | Uitslag                            | Soort Wedstrijd                    | Doelpunten                         |
| Als speler bij Ajax onder 17       | Als speler bij Ajax onder 17       | Als speler bij Ajax onder 17       | Als speler bij Ajax onder 17       | Als speler bij Ajax onder 17       | Als speler bij Ajax onder 17       |
| ---------------------------------- | ---------------------------------- | ---------------------------------- | ---------------------------------- | ---------------------------------- | ---------------------------------- |
| 1.                                 | 9 februari 2017                    | Nederland – Duitsland              | 1 – 1 (2 – 4)                      | Vriendschappelijk                  |                                    |
| 2.                                 | 12 februari 2017                   | Nederland – Portugal               | 1 – 2                              | Vriendschappelijk                  |                                    |
| 3.                                 | 13 februari 2017                   | Nederland – Frankrijk              | 2 – 2                              | Vriendschappelijk                  |                                    |

### Nederland onder 17
Met Nederland onder 17 won Timber in 2018 het EK onder 17.
| Jeugdinterlands Nederland onder 17 | Jeugdinterlands Nederland onder 17 | Jeugdinterlands Nederland onder 17 | Jeugdinterlands Nederland onder 17 | Jeugdinterlands Nederland onder 17 | Jeugdinterlands Nederland onder 17 |
| Interland                          | Datum                              | Wedstrijd                          | Uitslag                            | Soort Wedstrijd                    | Doelpunten                         |
| Als speler bij Ajax onder 17       | Als speler bij Ajax onder 17       | Als speler bij Ajax onder 17       | Als speler bij Ajax onder 17       | Als speler bij Ajax onder 17       | Als speler bij Ajax onder 17       |
| ---------------------------------- | ---------------------------------- | ---------------------------------- | ---------------------------------- | ---------------------------------- | ---------------------------------- |
| 1.                                 | 9 februari 2018                    | Nederland – Duitsland              | 0 – 1                              | Torneio Internacional Algarve      |                                    |
| 2.                                 | 13 februari 2018                   | Engeland – Nederland               | 2 – 0                              | Torneio Internacional Algarve      |                                    |
| 3.                                 | 7 maart 2018                       | Nederland – IJsland                | 2 – 1                              | Kwalificatie EK onder 17 2018      |                                    |
| 4.                                 | 10 maart 2018                      | Italië – Nederland                 | 0 – 2                              | Kwalificatie EK onder 17 2018      |                                    |
| 5.                                 | 13 maart 2018                      | Turkije – Nederland                | 0 – 2                              | Kwalificatie EK onder 17 2018      |                                    |
| 6.                                 | 5 mei 2018                         | Duitsland – Nederland              | 0 – 3                              | EK onder 17 2018                   |                                    |
| 7.                                 | 8 mei 2018                         | Nederland – Spanje                 | 2 – 0                              | EK onder 17 2018                   |                                    |
| 8.                                 | 11 mei 2018                        | Nederland – Servië                 | 2 – 0                              | EK onder 17 2018                   |                                    |
| 9.                                 | 14 mei 2018                        | Nederland – Ierland                | 1 – 1 (6 – 5)                      | EK onder 17 2018                   |                                    |
| 10.                                | 17 mei 2018                        | Engeland – Nederland               | 0 – 0 (5 – 6)                      | EK onder 17 2018                   |                                    |
| 11.                                | 20 mei 2018                        | Italië – Nederland                 | 2 – 2 (3 – 6)                      | EK onder 17 2018                   |                                    |

### Nederland onder 18
| Jeugdinterlands Nederland onder 18 | Jeugdinterlands Nederland onder 18 | Jeugdinterlands Nederland onder 18 | Jeugdinterlands Nederland onder 18 | Jeugdinterlands Nederland onder 18 | Jeugdinterlands Nederland onder 18 |
| Interland                          | Datum                              | Wedstrijd                          | Uitslag                            | Soort Wedstrijd                    | Doelpunten                         |
| Als speler bij Ajax Onder 19       | Als speler bij Ajax Onder 19       | Als speler bij Ajax Onder 19       | Als speler bij Ajax Onder 19       | Als speler bij Ajax Onder 19       | Als speler bij Ajax Onder 19       |
| ---------------------------------- | ---------------------------------- | ---------------------------------- | ---------------------------------- | ---------------------------------- | ---------------------------------- |
| 1.                                 | 5 september 2018                   | Engeland – Nederland               | 3 – 0                              | Vriendschappelijk                  |                                    |
| 2.                                 | 9 september 2018                   | Nederland – Rusland                | 3 – 1                              | Vriendschappelijk                  |                                    |
| 3.                                 | 11 oktober 2018                    | Tsjechië – Rusland                 | 1 – 2                              | Vriendschappelijk                  |                                    |
| 4.                                 | 15 november 2018                   | Nederland – Engeland               | 2 – 2                              | Vriendschappelijk                  |                                    |
| 5.                                 | 17 november 2018                   | België – Nederland                 | 2 – 2                              | Vriendschappelijk                  |                                    |
| 6.                                 | 19 november 2018                   | Ierland – Nederland                | 1 – 0                              | Vriendschappelijk                  |                                    |
| 7.                                 | 22 maart 2019                      | Nederland – Italië                 | 2 – 0                              | Vriendschappelijk                  |                                    |

### Nederland onder 19
| Jeugdinterlands Nederland onder 19 | Jeugdinterlands Nederland onder 19 | Jeugdinterlands Nederland onder 19 | Jeugdinterlands Nederland onder 19 | Jeugdinterlands Nederland onder 19 | Jeugdinterlands Nederland onder 19 |
| Interland                          | Datum                              | Wedstrijd                          | Uitslag                            | Soort Wedstrijd                    | Doelpunten                         |
| Als speler bij Jong Ajax           | Als speler bij Jong Ajax           | Als speler bij Jong Ajax           | Als speler bij Jong Ajax           | Als speler bij Jong Ajax           | Als speler bij Jong Ajax           |
| ---------------------------------- | ---------------------------------- | ---------------------------------- | ---------------------------------- | ---------------------------------- | ---------------------------------- |
| 1.                                 | 6 september 2019                   | Italië – Nederland                 | 2 – 2                              | Vriendschappelijk                  |                                    |
| 2.                                 | 10 september 2019                  | Nederland – Portugal               | 4 – 0                              | Vriendschappelijk                  |                                    |
| 3.                                 | 19 november 2019                   | Nederland – Mexico                 | 3 – 3                              | Vriendschappelijk                  |                                    |

### Nederland onder 21
Na zijn eerste oproep voor de selectie van Nederland onder 21 (Jong Oranje) sloot Timber op 5 september 2021 eenmalig aan bij het Nederlands elftal. Bondscoach Louis van Gaal had die dag een extra speler nodig voor zijn trainingsprogramma. Dit aangezien een deel van de selectie van het Nederlands elftal rust kreeg na hun optreden van de dag ervoor. Timber was onder meer tijdens het EK onder 21 2023 aanvoerder van Nederland onder 21.
| Jeugdinterlands Nederland onder 21 | Jeugdinterlands Nederland onder 21 | Jeugdinterlands Nederland onder 21 | Jeugdinterlands Nederland onder 21 | Jeugdinterlands Nederland onder 21 | Jeugdinterlands Nederland onder 21 |
| Interland                          | Datum                              | Wedstrijd                          | Uitslag                            | Soort Wedstrijd                    | Doelpunten                         |
| Als speler bij FC Utrecht          | Als speler bij FC Utrecht          | Als speler bij FC Utrecht          | Als speler bij FC Utrecht          | Als speler bij FC Utrecht          | Als speler bij FC Utrecht          |
| ---------------------------------- | ---------------------------------- | ---------------------------------- | ---------------------------------- | ---------------------------------- | ---------------------------------- |
| 1.                                 | 7 september 2021                   | Nederland – Moldavië               | 3 – 0                              | Kwalificatie EK onder 21 2023      |                                    |
| 2.                                 | 8 oktober 2021                     | Zwitserland – Nederland            | 2 – 2                              | Kwalificatie EK onder 21 2023      |                                    |
| 3.                                 | 12 oktober 2021                    | Nederland – Wales                  | 5 – 0                              | Kwalificatie EK onder 21 2023      |                                    |
| 4.                                 | 12 november 2021                   | Nederland – Bulgarije              | 3 – 1                              | Kwalificatie EK onder 21 2023      |                                    |
| 5.                                 | 15 november 2021                   | Gibraltar – Nederland              | 0 – 7                              | Kwalificatie EK onder 21 2023      |                                    |
| 6.                                 | 25 maart 2022                      | Bulgarije – Nederland              | 0 – 0                              | Kwalificatie EK onder 21 2023      |                                    |
| 7.                                 | 29 maart 2022                      | Nederland – Zwitserland            | 2 – 0                              | Kwalificatie EK onder 21 2023      |                                    |
| 8.                                 | 3 juni 2022                        | Moldavië – Nederland               | 0 – 3                              | Kwalificatie EK onder 21 2023      | 2'                                 |
| 9.                                 | 11 juni 2022                       | Wales – Nederland                  | 0 – 1                              | Kwalificatie EK onder 21 2023      |                                    |
| Als speler bij Feyenoord           |                                    |                                    |                                    |                                    |                                    |
| 10.                                | 23 september 2022                  | België – Nederland                 | 1 – 2                              | Vriendschappelijk                  |                                    |
| 11.                                | 27 september 2022                  | Roemenië – Nederland               | 0 – 0                              | Vriendschappelijk                  |                                    |
| 12.                                | 14 juni 2023                       | Nederland – Japan                  | 0 – 0                              | Vriendschappelijk                  |                                    |
| 13.                                | 21 juni 2023                       | België – Nederland                 | 0 – 0                              | EK onder 21 2023                   |                                    |
| 14.                                | 24 juni 2023                       | Portugal – Nederland               | 1 – 1                              | EK onder 21 2023                   |                                    |

### Nederlands elftal
Op 26 maart 2024 maakte Timber zijn debuut in het Nederlands elftal in de Vriendschappelijke wedstrijd tegen Duitsland. Door een blessure ontbrak Timber in de selectie voor het EK 2024. Op 7 september stond hij in de UEFA Nations League-wedstrijd tegen Bosnië en Herzegovina voor het eerst samen met zijn broer Jurriën op het veld namens Oranje. 
| Interlands van Quinten Timber voor Nederland | Interlands van Quinten Timber voor Nederland | Interlands van Quinten Timber voor Nederland | Interlands van Quinten Timber voor Nederland | Interlands van Quinten Timber voor Nederland | Interlands van Quinten Timber voor Nederland |
| No.                                          | Datum                                        | Wedstrijd                                    | Uitslag                                      | Competitie                                   | Doelpunten                                   |
| -------------------------------------------- | -------------------------------------------- | -------------------------------------------- | -------------------------------------------- | -------------------------------------------- | -------------------------------------------- |
|                                              |                                              |                                              |                                              |                                              |                                              |
| Als speler bij Feyenoord                     |                                              |                                              |                                              |                                              |                                              |
| 1.                                           | 26 maart 2024                                | Duitsland – Nederland                        | 2 – 1                                        | Vriendschappelijk                            |                                              |
| 2.                                           | 7 september 2024                             | Nederland – Bosnië en Herzegovina            | 5 – 2                                        | Nations League 2024/25                       |                                              |
| 3.                                           | 10 september 2024                            | Nederland - Duitsland                        | 2 – 2                                        | Nations League 2024/25                       |                                              |
| 4.                                           | 11 oktober 2024                              | Hongarije - Nederland                        | 1–1                                          | Nations League 2024/25                       |                                              |
| 5.                                           | 14 oktober 2024                              | Duitsland - Nederland                        | –                                            | Nations League 2024/25                       |                                              |

## Erelijst
Ajax
- KNVB Beker: 2020/21

 Feyenoord
- Eredivisie: 2022/23
- KNVB Beker: 2023/24
- Johan Cruijff Schaal: 2024

 Nederland onder 17
- EK onder 17: 2018

Individueel
- David di Tommaso-trofee: 2021/22